# Strychnos
Strychnos L., 1753 è un genere di piante appartenenti alla famiglia delle Loganiacee, diffuse nelle regioni tropicali ed equatoriali di tutto il mondo.

## Descrizione
Il genere comprende suia specie arboree che rampicanti.
Le foglie sono opposte.
I fiori sono di solito poco appariscenti, in genere biancastri, riuniti in infiorescenze, con corolla gamopetala regolare. In molte specie sono anche maleodoranti.
I frutti (drupe o bacche) hanno dimensioni variabili, in alcune specie anche più grossi di una mela, e contengono pochi grossi semi in una polpa gelatinosa.
Quasi tutte le specie di questo genere sono ricche di alcaloidi altamente velenosi, in particolare la stricnina e la brucina.

## Tassonomia
Il genere comprende oltre 200 specie tra cui:
- in Asia:
  - Strychnos nux-vomica L. (Noce vomica), albero di medie dimensioni originario dell'India;
  - Strychnos ignatii P.J.Bergius, usato un tempo dagli indigeni per preparare frecce avvelenate;
  - Strychnos potatorum L.f., usato in India per chiarificare l'acqua melmosa; i frutti maturi sono commestibili;
- in Africa:
  - Strychnos innocua Delile, una delle poche specie i cui frutti, non velenosi, vengono consumati dall'uomo (in Egitto e in Senegal);
  - Strychnos decussata (Pappe) Gilg, elegante alberetto , a fiori gialli;
  - Strychnos spinosa Lam. (Arancia del Natal).
- in America:
  - Strychnos toxifera R.H.Schomb. ex Lindl., liana dell'Amazzonia, dai cui frutti gli indios della Guiana estraevano il curaro usato per le frecce avvelenate.

## Usi
Strychnos nux-vomica e altre specie sono usate per scopi medicinali in erboristeria, in omeopatia e anche per applicazioni particolari nella medicina moderna.
L'estratto di alcune specie è stato utilizzato proprio per la sua tossicità, per preparare frecce avvelenate presso i popoli primitivi o esche avvelenate per topi presso i popoli più evoluti, fino a tempi recenti. Importanti furono gli studi sugli alcaloidi di Strychnos eseguiti per un trentennio nell'Istituto Superiore di Sanità di Roma che portarono fra l'altro alla scoperta degli effetti miorilassanti, utilizzati soprattutto in chirurgia addominale e toracica, e che fecero ottenere a Bovet il Premio Nobel per la medicina nel 1957.
Alcune specie (in particolare S. Gerrardi, S. innocua, S. madagascariensis, S. potatorum) hanno limitata applicazione nell'alimentazione locale, in India e in Africa. In alcuni casi, i frutti vengono cotti prima del consumo.
Lo scrittore Emilio Salgari cita queste piante nei suoi racconti, facendo utilizzare al personaggio  di Sandokan, protagonista di alcuni romanzi del Ciclo indo-malese, il veleno dell'Upas per avvelentare la lama del suo kriss.

## Storia: da Upas tieutè alla stricnina
Jean Baptiste Leschenault de la Tour (1773-1826), botanico e naturalista, lavora per molti anni a Giava come etnobotanico.  Si interessa vivamente allo studio dei veleni da freccia ed in particolare all'Upas tieutè.  Scopre (nel 1805) che si prepara usando la radice grattugiata di una pianta locale, posta a macerare in acqua e quindi ridotta ad un liquido denso come melassa, usato appunto come veleno da freccia di micidiale efficacia.  A Parigi la sostanza viene identificata come appartenente al genere Strychnos, già conosciuto in Occidente per la Strychnos nux-vomica, conosciuta sin dal 1683 come induttore del vomito e convulsivo (usato poi in omeopatia).
Nel 1808 egli dà l'estratto a due giovani ricercatori francesi, François Magendie e Raffeneau-Delile.  I due ricercatori sperimentarono il veleno su molti animali e nel 1809 pubblicano i risultati descrivendo il meccanismo d'azione del veleno, che causa convulsioni, calma, poi convulsioni e morte per asfissia.  Gli autori concludono che il veleno non ha un effetto sul cervello ma sul midollo spinale.  È questa la prima volta che si definisce un organo specifico d'azione per un veleno, ed è una pietra miliare nella storia della farmacodinamica.  È questo esperimento che indurrà poi i successivi studi di Magendie sull'assorbimento e la distribuzione dei veleni ed altre sostanze, e quindi alla “Legge di Magendie” che distingue tra radici dorsali sensorie e ventrali motorie.
Fu solo dieci anni dopo, nel 1819, che la sostanza responsabile per le convulsioni, la stricnina, fu isolata.  Pelletier e Cavendou nel 1819 la isolarono da Strychnos nux-vomica e nel 1824 da Upas tieutè.
Nel 1819 Magendie introdusse la stricnina in medicina clinica, per aumentare il tono muscolare di un paziente sofferente di debolezza muscolare a seguito di una malattia del sistema nervoso centrale. Da quell'esperimento in poi la stricnina entrò nella clinica per moltissimi disordini (colera, epilessia, tubercolosi, per rinforzare gli organi pelvici delle ragazze in pubertà) senza avere alcuna attività realmente curativa, e portando probabilmente a molti decessi. L'unico ruolo in medicina per la stricnina (ed è stato fondamentale) è quello di strumento di ricerca in farmacodinamica. Sappiamo infatti oggi che essa possiede la sua attività convulsiva perché interagisce (antagonista selettivo competitivo) con l'inibizione post-sinaptica mediata dalla glicina.